# Andrenosoma
Andrenosoma är ett släkte av tvåvingar. Andrenosoma ingår i familjen rovflugor.

## Dottertaxa tillAndrenosoma, i alfabetisk ordning[1][2]
- Andrenosoma acunai
- Andrenosoma albibarbe
- Andrenosoma albolineata
- Andrenosoma albopilosum
- Andrenosoma appendiculata
- Andrenosoma arachnoides
- Andrenosoma aricenniae
- Andrenosoma atra
- Andrenosoma atrum
- Andrenosoma batesi
- Andrenosoma bayardi
- Andrenosoma boranicum
- Andrenosoma camposi
- Andrenosoma chalybea
- Andrenosoma choprai
- Andrenosoma cincta
- Andrenosoma cinerea
- Andrenosoma clauscicella
- Andrenosoma complexum
- Andrenosoma corallium
- Andrenosoma cornuta
- Andrenosoma crassa
- Andrenosoma cruentum
- Andrenosoma currani
- Andrenosoma cyaniventris
- Andrenosoma cyrtophora
- Andrenosoma cyrtoxys
- Andrenosoma dayi
- Andrenosoma elegans
- Andrenosoma erax
- Andrenosoma erythrogaster
- Andrenosoma erythropyga
- Andrenosoma flamipennis
- Andrenosoma formidolosa
- Andrenosoma fulvicaudum
- Andrenosoma funebris
- Andrenosoma heros
- Andrenosoma hesperium
- Andrenosoma igneum
- Andrenosoma irigensis
- Andrenosoma jenisi
- Andrenosoma leucogenus
- Andrenosoma lewisi
- Andrenosoma lupus
- Andrenosoma mesoxantha
- Andrenosoma minos
- Andrenosoma modestum
- Andrenosoma nigrum
- Andrenosoma olbus
- Andrenosoma phoenicogaster
- Andrenosoma punctata
- Andrenosoma purpurascens
- Andrenosoma pusillum
- Andrenosoma pygophora
- Andrenosoma pyrrhopyga
- Andrenosoma quadrimaculata
- Andrenosoma queenslandi
- Andrenosoma rubida
- Andrenosoma rubidapex
- Andrenosoma rufipennis
- Andrenosoma rufiventris
- Andrenosoma rufum
- Andrenosoma sarcophaga
- Andrenosoma serratum
- Andrenosoma sexpunctata
- Andrenosoma sicarium
- Andrenosoma subheros
- Andrenosoma tectamum
- Andrenosoma trigoniferum
- Andrenosoma valentinae
- Andrenosoma varipes
- Andrenosoma violacea
- Andrenosoma xanthocnema
- Andrenosoma zanutoi